# Marisa Dick
Pour les articles homonymes, voir Dick.
Marisa Dick est une ancienne gymnaste artistique d'origine canadienne qui a représenté Trinité-et-Tobago lors de compétitions internationales. Elle devient la première athlète olympique de Trinité-et-Tobago en gymnastique en participant aux Jeux olympiques d'été de 2016. Elle participe également aux championnats du monde de 2013 et 2015. Elle est à l'origine de deux sauts sur poutres qui portent son nom dans le code de pointage.

## Jeunesse
Marisa Roseanne Dick naît le 26 mai 1997 à Kamloops en Colombie-Britannique au Canada. Sa mère est d'origine trinidadienne. Elle est diplômée de l'école secondaire Paul Kane (en) à Saint-Albert (Alberta). Elle s'entraîne à la gymnastique au Capital City Gymnastics Centre d'Edmonton.

## Carrière de gymnaste

### 2013-2015
Elle commence à participer à des compétitions internationales pour Trinité-et-Tobago, le pays d'origine de sa mère, en 2013,. Elle participe aux Championnats panaméricains de 2013 (en) mais ne réussit pas à se qualifier pour les finales des épreuves. Elle participe ensuite aux Championnats du monde de gymnastique artistique 2013 à Anvers, en Belgique, et termine à la 50e place des qualifications pour le concours général. Elle ne participe pas aux finales individuelles.
Lors du Commonwealth Gymnastics Invitational 2014, elle remporte la médaille d'or aux barres asymétriques, la médaille d'argent à la poutre, et les médailles de bronze au saut et au concours général. Elle se rompt le tendon d'Achille en participant à l'exercice au sol lors des Championnats panaméricains 2014 (en). Elle doit se retirer du reste de la saison, y compris des Jeux d'Amérique centrale et des Caraïbes de 2014 et des Championnats du monde de gymnastique artistique de 2014. Elle reprend l'entraînement six mois plus tard et participe en tant qu'invitée aux Championnats canadiens de 2015.
Elle reprend la compétition internationale aux Jeux panaméricains de 2015 et se qualifie pour la finale du concours général en 20e place. Elle améliore son résultat en terminant 14e de la finale. Elle participe ensuite aux Championnats du monde 2015 à Glasgow, malgré une luxation d'une côte la veille de l'événement. Elle termine à la 77e place des qualifications du concours général avec une note de 51,499. Lors de cette compétition, elle exécute pour la première fois le saut de poutre et, en tant que première gymnaste à exécuter ce saut en compétition internationale, il est nommé d'après elle dans le code de pointage.

### 2016
Marisa Dick commence la saison 2016 lors de la WOGA Classic (en) à Frisco, au Texas, et termine cinquième au concours général.
Elle se classe ensuite dixième au concours général à l'International Gymnix (en) de Montréal. Elle se qualifie pour les finales du saut et des barres asymétriques et termine cinquième dans les deux épreuves,. Elle participe aux Championnats canadiens en tant qu'invitée et a terminé 19e au concours général.
Parce que sa coéquipière Thema Williams (en) s'est mieux classée qu'elle au concours général des Championnats du monde 2015, la Fédération de gymnastique de Trinité-et-Tobago (TTGF) lui accorde une place pour la sélection olympique de 2016 (en) - la dernière étape de qualification pour les Jeux olympiques d'été de 2016 - sur la base de ses critères de sélection initiaux. Cependant, dans les mois qui précédent l'événement, Marisa Dick surpasse Thema Williams lors de plusieurs compétitions. La TTGF retire Williams de l'épreuve olympique deux jours avant la compétition en raison de son manque d'entraînement pour le podium, et Marisa Dick s'envole pour Rio pour participer à la compétition. L'appel de Williams auprès du Comité olympique de Trinité-et-Tobago est ensuite rejeté. Dick termine 55e au concours général et se qualifie pour les Jeux Olympiques,,.
Marisa Dick représente Trinité-et-Tobago aux Jeux olympiques d'été de 2016 et devient la première athlète olympique du pays en gymnastique. Elle chute aux barres asymétriques et termine 55e des qualifications (en) avec une note de 50,832 au concours général,. C'est à cette occasion qu'elle présente un nouveau saut pour la poutre, un saut avec demi-tour, qui reçoit son nom dans le code de pointage,. Les Jeux olympiques sont la dernière compétition de la carrière de Marisa Dick.

## Techniques
Marisa Dick a deux figures de poutre qui portent son nom dans le code de pointage,.
| Agrès  | Nom     | Description                                                                     | Code de pointage (difficulté) | Ajouté au code de pointage     |
| ------ | ------- | ------------------------------------------------------------------------------- | ----------------------------- | ------------------------------ |
| Poutre | Dick    | Changement de saut de jambe pour un saut croisé libre.                          | C (0.3)                       | Championnats du monde 2015.    |
| Poutre | Dick II | Saut avec changement de jambe et ½ tour (180°) pour le saut assis libre croisé. | D (0.4)                       | Jeux olympiques d'été de 2016. |